# Monique Harvey
Pour les articles homonymes, voir Harvey.
Monique "Mo" Harvey est une peintre québécoise née le 4 octobre 1950 à Montréal et décédée le 8 novembre 2001.

## Biographie[1]
Monique Harvey est née dans un quartier populaire de la rue Notre-Dame à Montréal. Curieusement, sa carrière commence par un simple cours de peinture dans le seul but de se délasser de son travail de photographe. À l'âge de vingt-huit ans, Monique Harvey fini par trouver sa vocation. Par la suite, elle suit des cours de dessin et de peinture, dont certains sont reliés au certificat en arts plastique de l'Université de Sherbrooke qu’elle termine en 1980. Néanmoins, elle considère que sa démarche est en grande partie autodidacte.
En 1983, elle participe à une première exposition de groupe au Vieux Port de Montréal. Cette artiste talentueuse et charismatique se distingue rapidement. Toutefois, c'est en avril 1984 qu'elle prend son réel envol lorsqu'elle expose au Festival international des arts tenu au Palais des congrès de Montréal. Toujours en 1984, Monique Harvey participe à une exposition regroupant sept peintres, au Vieux-Presbytère de Saint-Bruno. La même année, elle remporte le prix des Hommes d'affaires de Montréal lors d'une exposition tenue dans le cadre du Festival des couleurs de Mont-Tremblant. En 1986, elle expose en solo à la Maison d'art Saint-Laurent et en duo à la Galerie Bernard Larocque de Rimouski. En 1987, elle expose en groupe à la Galerie L'Heureux de Trois-Rivières puis en solo à la Galerie L'Autre Équivoque d'Ottawa. En octobre 1987, elle tient une importante exposition solo à la Galerie Minigal de Montréal. En 1989, elle expose à la Galerie Whitten (printemps), à la Galerie Hollander York de Toronto (solo-automne) et participe à l'exposition «Les Femmes peintres au Québec» au Musée Marc-Aurèle-Fortin de Montréal (juin à septembre). La même année, le même musée l'invite à une rétrospective de ses œuvres alors que toute sa production ne s'échelonnait que sur une période de quatre ans.
À partir de 1989, la peinture devient pour Monique Harvey «un mode de vie».
Elle enchaine par la suite les expositions solo ou de groupes. En solo, le Pavillon des arts à Sainte-Adèle en 1992, La grande dégustation de vin à Sainte-Adolphe en 1996 de même que des expositions fréquentes aux galeries d’art Lydia Monaro, Montréal (1993-2000), St-Laurent+Hill, Ottawa (1996-1999), Hollander York Gallery, Toronto (1995-1999), Masters Gallery, Calgary en 2000 et Loch & Mayberry, Winnipeg (2000). Parmi ses participations à des expositions de groupe, notons : Biennale SNBA/MAGAZIN’ART au Grand Palais à Paris en 1993, Centre d’exposition du vieux-Palais, Saint-Jérôme en 1992-1994, Bali à l’ambassade du Canada à Jakarta, Indonésie en 1994, Musée Marc-Aurèle Fortin, Montréal en 1995, l’exposition collective Les Femmeuses à Longueil en 1996, Entre deux chaises, au Musée des beaux-arts de Montréal en 1998.
Monique Harvey est emportée par le cancer en novembre 2001 à l'âge de 51 ans. Elle laisse derrière elle un héritage pictural vibrant, abondant de couleur et de forme, faisant preuve d'une grande sensibilité.

## Œuvres
C'était une artiste qui bouillonnait d'idées, qui avait fini par trouver son style bien à elle. Toujours avec des sujets inédits, elle laissait libre cours à son imaginaire et travaillait de façon très impulsive. «Je commence par faire un fond coloré, puis je disperse des taches de couleur un peu partout sur la toile et, soudainement, des formes apparaissent et je les complète, selon l'inspiration du moment. Sans rien corriger, une table peut avoir huit pattes, une chaise trois...c'est mon petit côté irrationnel» Cependant, pour elle, ce qui comptait réellement, c'est «de surprendre, de réveiller quelque chose qui fait vibrer. Chaque tableau est un état d'âme. Pour créer, il ne faut pas avoir peur de prendre des risques, de sortir des règles établies, de l'académisme...»
Chez Monique Harvey, les sujets importent peu : c'est un tableau à chaque toile qu'elle rêve et improvise, c'est un espace qu'elle construit à travers des distorsions et disproportions qui créent leur propre harmonie, c'est un ordre magnifique qu'elle épanouit dans l'apparente pagaille qui meuble souvent ses compositions.
Guy Robert (1933-2000), fondateur en 1964 du Musée d'art contemporain de Montréal et auteur de plusieurs monographies sur les peintres qui ont marqué le Québec disait d’elle en 1987 que « la relève la plus dynamique et la plus solide devrait ressembler à cela ».

### Sources diverses
- Biographie de Monique Harvey sur le site de la Galerie Michel-Ange, Montréal
- HARVEY, Monique. Répertoire Biennal des Artistes Canadiens en Galerie 2000-2001. Montréal, MAGAZIN’ART, 2000. p. 464.
- Le Guide Vallée, 3e édition, 1993. p. 591.
- Note biographique sur Monique Harvey sur le site WWW du Théâtre du Gros Mécano
- Monique Harvey sur le site de la galerie d’art virtuelle Art-doise
- Monique Harvey aux Éditions Galerie l’Imagerie